# Stazione di South Kenton
La stazione di South Kenton è una stazione situata nella parte meridionale di Kenton, quartiere del borgo londinese di Brent. È servita dai servizi dalla metropolitana di Londra e da treni suburbani transitanti sulla linea lenta per Watford.

## Storia

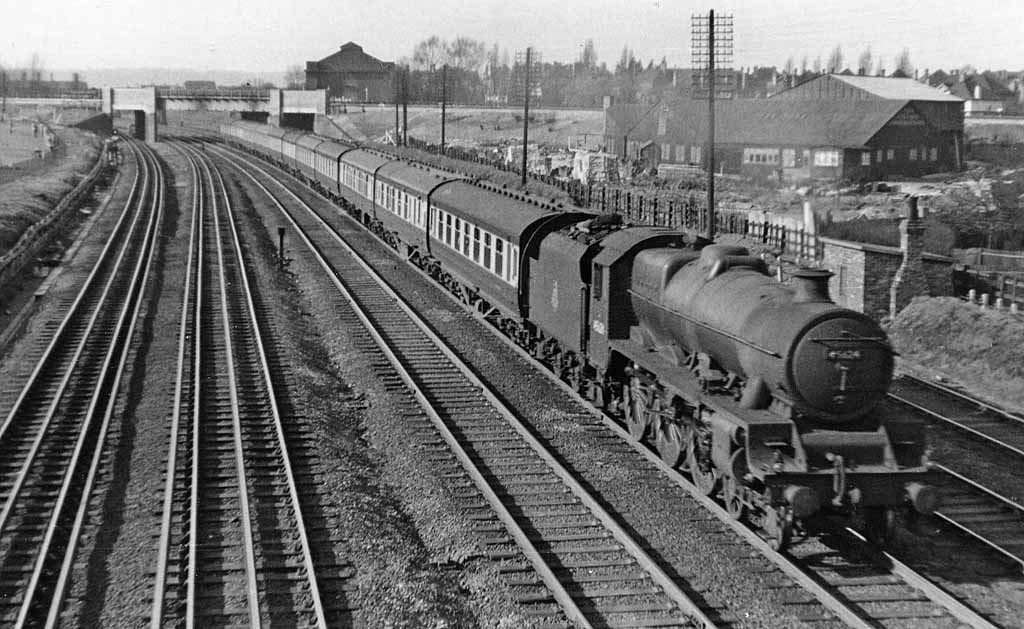
West Coast Main Line, a sud di Kenton, nel 1955

La stazione venne aperta il 3 luglio 1933, con accesso da entrambi i lati della ferrovia, tramite una passerella alla singola piattaforma isola che serviva solo la linea Euston-Watford DC; questa passerella (poggiata sul terrapieno) venne poi sostituita da un tunnel pedonale, tagliando una lunga salita per i passeggeri che entravano nella stazione. La stazione fu costruita in "cemento e vetro", una versione più moderna rispetto a quelle in mattoni e legno presenti altrove sulla linea DC.

## Strutture e impianti
La stazione è una piattaforma isola e i treni della linea Bakerloo hanno le porte non al livello del terreno. Pertanto, occorre scendere un gradino per salire sui treni. La biglietteria automatica è a livello della piattaforma e occupa l'estremità nord dell'edificio del 1933. Si tratta di una delle pochissime stazioni, servite dalla metropolitana di Londra, che non ha sportelli per la vendita dei biglietti, a causa della carenza di spazi utili, e non vi sono previsioni di inserirli in un futuro immediato. Non vi è alcun accesso per disabili.
La stazione rientra nella Travelcard Zone 4.

## Movimento
La stazione è servita dai treni della linea Bakerloo della metropolitana di Londra e dai treni della linea Watford DC della London Overground, transitanti lungo la linea ferroviaria omonima.
Il servizio della London Overground prevede, negli orari di morbida, quattro treni all'ora per direzione (verso Euston e verso Watford Junction).

## Interscambi
Nelle vicinanze della stazione effettua fermata una linea automobilistiche, gestita da London Buses.
- Fermata autobus